# Pseudochauhanea sphyraenea
Pseudochauhanea sphyraenea is een soort in de taxonomische indeling van de platwormen (Platyhelminthes). De worm is tweeslachtig en kan zowel mannelijke als vrouwelijke geslachtscellen produceren. De soort leeft in zeer vochtige omstandigheden.
De platworm komt uit het geslacht Pseudochauhanea en behoort tot de familie Chauhaneidae.